# Gran Premio Criadores
El Gran Premio Criadores es una carrera clásica de caballos que se disputa en el Hipódromo Argentino de Palermo, sobre pista de arena y reservado a yeguas de 3 años y más edad, sobre la distancia de 2000 metros. Está catalogado como un evento de Grupo 1 en la escala internacional.
Se realiza en la jornada del 1º de mayo de cada año, como antesala del Gran Premio República Argentina, junto a otros clásicos como el Gran Premio Ciudad de Buenos Aires, el Gran Premio Jorge de Atucha, el Gran Premio Montevideo y el Gran Premio de las Américas-OSAF. 

## Últimas ganadoras del Criadores
| Año  | Ganadora             | País | Jockey               | País | Padre              | País | Madre           | País | Criador                     | Caballeriza           | Colores            |
| ---- | -------------------- | ---- | -------------------- | ---- | ------------------ | ---- | --------------- | ---- | --------------------------- | --------------------- | ------------------ |
| 2025 | Sarawak Rim          |      | William Pereyra      |      | Remote             |      | Sarawak Top     |      | Haras Firmamento            | Los Melli             |                    |
| 2024 | Che Evasora          |      | Jorge Luis Peralta   |      | Greenspring        |      | Thundery Malice |      | Patricio Losinno            | Montana               |                    |
| 2023 | Belleza De Arteaga   |      | William Pereyra      |      | Cosmic Trigger     |      | Bunny Sand      |      | Haras Juan Antonio          | Chos Malal            |                    |
| 2022 | La Validada          |      | Gustavo Calvente     |      | Valid Stripes      |      | La Subordinada  |      | Eduardo Alfredo Solveyra    | Buenos Muchachos      |                    |
| 2021 | Blue Stripe          |      | Eduardo Ortega Pavón |      | Equal Stripes      |      | Blues For Sale  |      | Haras La Manija             | Haras Pozo De Luna    |                    |
| 2020 | No hubo por pandemia |      |                      |      |                    |      |                 |      |                             |                       |                    |
| 2019 | Entropía             |      | Martin Valle         |      | Mount Nelson       |      | Embrace Her     |      | Haras Rodeo Chico           | El Quinton Lobos      | Horse racing silks |
| 2018 | Sinfonía Fantástica  |      | Juan Carlos Noriega  |      | Cima de Triomphe   |      | La Picardie     |      | Haras Don Arcángel          | Arcángel              | Horse racing silks |
| 2017 | Kiriaki              |      | Gustavo Calvente     |      | Catcher In The Rye |      | Kiria           |      | Haras Santa Inés            | Santa Inés            | Horse racing silks |
| 2016 | Corona del Inca      |      | Pablo Falero         |      | Luhuk              |      | Inca Brava      |      | Haras La Quebrada           | Doña Pancha           | Horse racing silks |
| 2015 | Furia Cruzada        |      | Juan Cruz Villagra   |      | Newfoundland       |      | Nuestra Machi   |      | Haras Dadinco               | Haras Cachagua        | Horse racing silks |
| 2014 | Socióloga Inc        |      | Altair Domingos      |      | Include            |      | Stormy Sober    |      | Haras La Biznaga            | La Biznaga            | Horse racing silks |
| 2013 | Candy Marie          |      | Rodrigo Blanco       |      | Pure Prize         |      | Candy of Mine   |      | Haras Santa María de Araras | Santa María de Araras | Horse racing silks |
| 2012 | Malibu Queen         |      | Juan Carlos Noriega  |      | Bernstein          |      | Malinche        |      | Haras Santa María de Araras | Santa María de Araras | Horse racing silks |
| 2011 | Malpensa             |      | Adrián Giannetti     |      | Orpen              |      | Marsella        |      | Haras Santa Inés            | Santa Inés            | Horse racing silks |
| 2010 | Foggy Stripes        |      | Anselmo Zacarías     |      | Equal Stripes      |      | La Boira Baixa  |      | Haras L. y R.               | L. y R.               | Horse racing silks |
| 2009 | Cayaya (*)           |      | Juan Carlos Noriega  |      | Slew Gin Fizz      |      | Candy's Breeze  |      | Haras La Magdalena          | Tombo                 | Horse racing silks |
| 2009 | Ollagua (*)          |      | Francisco Corrales   |      | Pure Prize         |      | Open Secrets    |      | Haras La Providencia        | La Providencia        | Horse racing silks |
| 2008 | Filarmonía           |      | Pablo Falero         |      | Slew Gin Fizz      |      | Fijeza          |      | Haras Vacación              | Vacación              | Horse racing silks |
| 2007 | Bartola              |      | Pablo Falero         |      | Roy                |      | Baronesita      |      | Haras Vacación              | La Esperanza          | Horse racing silks |
| 2006 | Malinche             |      | Edwin Talaverano     |      | Lode               |      | Go For Win      |      | Anselmo Cavalieri           | Santa María de Araras | Horse racing silks |
| 2005 | Saharian             |      | Jacinto Herrera      |      | Equalize           |      | Sadista         |      | Haras El Turf               | La Providencia        | Horse racing silks |
| 2004 | Perugia Wells        |      | Damián Ramella       |      | Poliglote          |      | Perugia         |      | Haras Firmamento            | Firmamento            | Horse racing silks |
| 2003 | Luna Local           |      | Horacio Betansos     |      | Equalize           |      | Luna Elegante   |      | Haras Las Dos Manos         | Ansiedad              | Horse racing silks |
| 2002 | Tanganyika           |      | Pablo Falero         |      | Intérprete         |      | Tierra Mora     |      | Haras El Paraíso            | Los Patrios           | Horse racing silks |
| 2001 | New Real Deal        |      | Rubén Laitán         |      | Roy                |      | Newhall Road    |      | Phillips Racing Partnership | La Providencia        | Horse racing silks |
| 2000 | Crazy Ensign         |      | Rubén Laitán         |      | Firery Ensign      |      | Crazy Fitz      |      | Haras Firmamento            | El Faruk              | Horse racing silks |
| 1999 | Bordelaise           |      | Jorge Valdivieso     |      | Espacial           |      | Maconnaisse     |      | Haras Ojo de Agua           | Santa María de Araras | Horse racing silks |
| 1998 | Rabanilla            |      | Jacinto Herrera      |      | Friul              |      | Reception       |      | Haras Argentino             | Luca's Brothers       | Horse racing silks |
| 1997 | La Soberbia          |      | Pablo Falero         |      | Octante            |      | Extupenda       |      | Haras El Paraíso            | Los Patrios           | Horse racing silks |
| 1996 | Indianita            |      | Pablo Falero         |      | Friul              |      | In Line         |      | Haras Vacación              | Vacación              | Horse racing silks |
| 1995 | De La Gorra          |      | Ricardo Ioselli      |      | El Serrano         |      | La Soplona      |      | Haras La Irenita            | Rodeo Chico           | Horse racing silks |

(*) Empataron en el primer puesto.